# Râu Alb
Râu Alb é uma comuna romena localizada no distrito de Dâmboviţa, na região de Muntênia. A comuna possui uma área de 24.69 km² e sua população era de 1766 habitantes segundo o censo de 2007.